# Куанье, Франсуа
Франсуа Куанье (фр. François Coignet, полное имя Jean François Coignet; 11 февраля 1814, Лион — 30 октября 1888, Сен-Дени) — французский промышленник, пионер в разработке железобетона, поскольку первым начал использовать этот материал для строительства зданий.

## Биография
Родился 11 февраля 1814 года в Лионе.
Вместе со своими братьями Луи (род. 1819) и Стефаном (род. 1820), Франсуа в 1846 году возглавил семейный бизнес — химический завод в Лионе. В 1847 году он построил несколько бетонных домов из литого цемента, не армированного железом.
В 1850 году Куанье женился на Клариссе Куанье (французский философ, педагог и историк) и через год они поселились в Сен-Дени — коммуне недалеко от Парижа. Здесь он в 1852 году открыл второй завод и получил патент на производство цементного клинкера. Позже Франсуа Куанье получил в Англии патент под названием «Emploi de Béton», в котором подробно рассказывалось о его методах строительства.
Куанье начал экспериментировать с армированным железом бетоном в 1852 году, став первым строителем, использовавшим его в качестве строительного материала. В 1853 году он построил первую в мире железобетонную конструкцию — четырёхэтажный дом в Сен-Дени на улице Шарля Мишеля, 72, который был спроектирован местным архитектором Теодором Лачезом (Théodore Lachez).
Франсуа Куанье участвовал во Всемирной выставке в Париже 1855 года, где продемонстрировал свою технику работы с железобетоном. На выставке он сообщил, что железобетонные конструкции заменят камень в качестве средства строительства. В 1856 году он запатентовал технику армирования бетона с использованием металлической арматуры. В 1861 году он опубликовал свои методы и технологию работы с железобетоном.

Акведук Ванн

Одним из крупнейших проектов Куанье был 140-километровый Aqueduc de la Vanne для водоснабжения Парижа с более чем 6,4 километрами арок с пролётами более 30 метров в высоту, который был сооружён в 1867—1874 годах. Также он построил маяк Порт-Саида, высокие подпорные стены кладбища Пасси в Париже.
Умер 30 октября 1888 года в Сен-Дени.